# 메탈릭 루쥬
《메탈릭 루쥬》(일본어: メタリックルージュ 메타릿쿠 루주[*], Metallic Rouge)는 본즈가 창사 25주년을 기념해 제작한 일본의 텔레비전 애니메이션이다. 후지 TV의 +Ultra 시간대 브랜드를 통해 2024년 1월 11월부터 4월 4일까지 총 13화로 방영되었다.
본즈와 이즈부치 유타카가 《라제폰》 이래 19년만에 팀을 맺은 작품이다.
도쿄 메이카와 츠루시마 시타가 그린 웹툰 각색판이 라인의 〈라인 망가〉를 통해 2024년 3월부터 연재됐다.

## 줄거리
2128년, 세계에는 인간과 네안이라고 불리는 인조인간이 혼재되어 있었다. 네안 소녀인 주인공 루쥬는 버디인 나오미와 함께 화성에서 정부에 적대하는 9명의 네안 '임모탈 나인'을 살해하는 임무를 맡는다.

## 등장인물
루쥬 레드스터
성우 - 미야모토 유메
네안 소녀. 실제 나이는 열 살이지만 외모는 열일곱 살 정도이다. 붉은 갑옷과 같은 전투 형태 '메탈 루쥬'로 변신 '디포름'해 임모탈 나인이나 적성이성인 찬탈자의 전투무기와 싸운다. 좋아하는 것은 초콜릿으로, 고급품보다 초콜릿을 우선할 정도.
나오미 올트만
성우 - 쿠로사와 토모요
루쥬의 버디. 23세. '진리부'로 호칭되는 네안을 관리하는 정부기관의 특무수사관. 밀리터리 오타쿠를 자칭하는 대식한.
진 융그하르트
성우 - 타케우치 슌스케
루쥬, 나오미의 상사. 임모탈 나인을 쓰러트리라고 지시한다.
사라 피츠제럴드
성우 - 시마무라 유우
임모탈 나인 중 한 명. 연옥의 바이올라로 변신할 수 있다.
쟈론 페이트
성우 - 요시노 히로유키
임모탈 나인 중 한 명.
질 스타존
성우 - 오구라 유이
프리랜서 저널리스트.
아프달 바샤르
성우 - 츠다 켄지로
네안 전문 의사.
에덴 발록
성우 - 오키츠 카즈유키
전쟁 폐허를 조사하는 청년.
애시 스타르
성우 - 미야우치 아츠시
수호국의 수사관. 각지의 살인 현장(임모탈 나인의 정체는 세상에 알려지지 않았다)에서 목격된 '붉은 사람 그림자'(=메탈 루쥬)를 쫓고 있다.
노이드 262
성우 - 코바야시 치아키
애쉬의 친구인 네안의 소년.
인형술사
성우 - 야나카 히로시
이동 카니발의 좌장.
오페라
성우 - 이세 마리야
이동 카니발 단원.
아에스-아리스 마키아스
성우 - 츠다 미나미
임모탈 나인 중 한 명. '쌍두의 아르코스'로 변신할 수 있다.
크라우폰 베르그
성우 - 야스모토 히로키
임모탈 나인 중 한 명.
시안 블루스터
성우 - 시라이시 하루카
네안 소녀. 루쥬의 여동생을 저처한다.
에바 크리스텔라
성우 - 히카사 요코
로이 융그베르그 박사의 제자. 그와 함께 네안을 완성시켰다.
로이 융그베르그
성우 - 시모야마 요시미츠
네안의 창조주.

## 제작
본작은 《라제폰》 이후 19년 만에 이즈부치 유타카가 본즈와 접목한 작품이다. 기획 자체는 이즈부치가 《우주전함 야마토 2199》의 제작에서 빠진 근처에서 진행되고 있었다. 본즈 대표 이사의 미나미 마사히코는 이즈부치에게 말을 걸어 테마도 자연스럽게 SF가 되었다. 한편, 언젠가는 본즈의 지적 재산으로서 공유할 수 있는 세계관으로 하고 싶다는 생각으로부터, 장대한 쉐어 월드를 만들고, 신작은 그 역사의 한 조각을 말할 생각이었다. 대략적인 역사나 세계관을 조립한 후, 3개의 이야기의 아이디어 중, '안드로이드의 암살자에 의한 동족 살해'라고 하는 아이디어를 미나미가 마음에 들어, 본작의 원점이 되었다. 이 시점에서 주인공 '루쥬'가 '메탈 루쥬'로 변신한다는 설정이 존재하고 있으며, 앞서 언급한 세계관에 짜넣은 것이 계기로 단번에 제작이 현실감을 띠고 갔다.
감독은 《캐롤 & 튜즈데이》로 알려진 호리 모토노부, 캐릭터 디자인은 《카우보이 비밥》 등으로 알려진 카와모토 토시히로가 각각 맡았다. 또한, 특촬 프로그램에서의 실적이 있는 타케야 타카유키와 시노하라 타모츠가 안드로이드 네안의 전투 형태인 글래디에이터의 디자이너로서 기용되었다. 그 중 타케야는 《듄》의 시사회에서 이즈부치와 만난 것이 계기로 기용되었다고 《하비 재팬》과의 인터뷰 속에서 이야기하고 있다.

## 스태프
- 원작 - BONES, 이즈부치 유타카
- 총감수 - 이즈부치 유타카
- 시리즈 구성 - 이즈부치 유타카, 네모토 토시조
- 감독 - 호리 모토노부
- 캐릭터 디자인 - 카와모토 토시히로
- 특기 감독 - 무라키 야스시
- 메인 애니메이터 - 카키타 히데키, 요코야 켄타, 나가노 노부아키
- 글래디에이터 디자인 - 타케야 타카유키, 시노하라 타모츠
- 메카니컬 디자인 - 히라오 토모유키
- 프로덕트 디자인 - 미야타케 카즈타카
- 세트 디자인 - 타케바 신고, 이시즈 야스시
- 의상 디자인 협력 - 야마다 아키히로
- 미술 감독 - 에비사와 타쿠야
- 색채 설계 - 우메자키 히로코
- 편집 - 사카모토 쿠미코
- 촬영 감독 - 이케가미 마사타카
- 3DCG 슈퍼바이저 - 콘 요시카즈
- 3DCG 디렉터 - 우치다 다이키
- 설정 고증 - 사카이 미츠야스
- 문화 고증 - 시바타 카츠이에
- 음향 감독 - 야마다 하루
- 음악 - 이와사키 타이세이, yuma yamaguchi, TOWA TEI
- 프로듀서 - 쇼지 나오토, 미나미 마사히코
- 애니메이션 제작 - 본즈
- 제작 - Project Rouge(후지 텔레비전, 크런치롤, bilibili, 본즈, LINE Digital Frontier, 가가, 덴쓰, BS후지)

## 주제가
Rouge
유카에 의한 오프닝 테마. / 작사 - 유카 / 작곡 - 유카, 코케이 "CO-K" 타카후미 / 편곡 - 코케이 "CO-K" 타카후미
Scarlet
다즈비에 의한 엔딩 테마. / 작사 - 후지와라 유키 / 작곡·편곡 - WoongKim, Stereo14
Falling Starlight and Moonlight
세레나 안에 의한 삽입곡 / 작사·작곡 - 이와사키 타이세이 / 편곡 - Rich DiMare, YUKI KANESAKA

## 방영 목록
| 화수   | 제목                                          | 각본            | 그림 콘티                                                     | 연출                                            | 캐릭터 작화 감독 | 메카닉 작화 감독 | 방송일          |
| ------ | --------------------------------------------- | --------------- | ------------------------------------------------------------- | ----------------------------------------------- | --- | ---------------- | --------------- |
| 제1막  | 紅は暁に奏でる 진홍은 새벽에 연주한다         | 네모토 토시조   | 호리 모토노부 무라키 야스시                                   | 호리 모토노부                                   | 카와모토 토시히로 토미오카 타카시 우에노 치요코 | 요코야 켄타      | 2024년 1월 11일 |
| 제2막  | 逃走迷路 도주 미로                            | 우에노 키미코   | 호리 모토노부 무라키 야스시 나카무라 유타카                   | 시게하라 카츠야                                 | 카나쿠보 노리에 사이토 츠네노리 나가이 타츠로 코다 토모키 카와모토 토시히로 | 코마츠 에이지    | 1월 18일        |
| 제3막  | 境界の街 경계의 거리                          | 네모토 토시조   | 오오츠키 마사유키                                             | 오오츠키 마사유키                               | 아오키 카나 타카노 케이코 카와카미 노부히코 칸노 히로키 사이토 츠네노리 카나쿠보 노리에 | 나가노 노부아키  | 1월 25일        |
| 제4막  | 自由と幻影と 자유와 환영과                    | 네모토 토시조   | 타카토 사토시 무라키 야스시                                   | 아베 마사미츠                                   | 우에노 치요코 코다 토모키 아오노 아츠시 칸노 히로키 호소카와 슈헤이 | 요코야 켄타      | 2월 1일         |
| 제5막  | カーニバルは忘却と踊る 카니발은 망각과 춤춘다 | 타카기 노보루   | 호리 모토노부 오오츠키 마사유키 무라키 야스시                 | 야노 타카노리                                   | 사이토 츠네노리 카와카미 노부히코 타카노 케이코 아오키 카나 호소카와 슈헤이 | 코마츠 에이지    | 2월 8일         |
| 제6막  | 名前がない客 이름 없는 손님                   | 우에노 키미코   | 요시다 타이조 요코야 켄타                                     | 치바 다이스케                                   | 이토 요시유키 칸노 히로키 호소카와 슈헤이 | 요코야 켄타      | 2월 15일        |
| 제7막  | 正しい歯車 올바른 톱니바퀴                    | 콘도 츠카사     | 카와지리 켄타로 요코야 켄타                                   | 사토 이쿠로                                     | 이토 요시유키 나가노 유타 칸노 히로키 호소카와 슈헤이 | 나가노 노부아키  | 2월 22일        |
| 제8막  | どこでもない家 어디에도 없는 집               | 타카기 노보루   | 아베 마사미츠 무라키 야스시                                   | 아베 마사미츠                                   | 葵 玲 이나도메 카즈미 코다 토모키 카나쿠보 노리에 | 코마츠 에이지    | 2월 29일        |
| 제9막  | 訪れ来た者たち 찾아온 자들                    | 사카이 미츠야스 | 오오츠키 마사유키 무라키 야스시                               | 오오츠키 마사유키                               | 사이토 츠네노리 칸노 히로키 타카노 케이코 아오키 카나 코다 토모키 카나쿠보 노리에 | 요코야 켄타      | 3월 7일         |
| 제10막 | 家族の肖像 가족의 초상                        | 우에노 키미코   | 니시모리 아키라                                               | 야노 타카노리 사토 이쿠로                       | 이토 요시유키 우에노 치요코 히라노 쇼 키타무라 유카 호소카와 슈헤이 카와카미 노부히코 카와모토 토시히로 | 나가노 노부아키  | 3월 14일        |
| 제11막 | 狙われた星 표적이 된 별                       | 콘도 츠카사     | 콘키치 카가와 유타카                                          | 치바 다이스케 사카이하라 미키 오오츠키 마사유키 | 칸노 히로키 이나도메 카즈미 아오이 레이 타카노 케이코 코다 토모키 카나쿠보 노리에 호소카와 슈헤이 사이토 츠네노리 야마다 신야 토쿠오카 코헤이 카와모토 토시히로                                                   | 코마츠 에이지    | 3월 21일        |
| 제12막 | 仮面の墓場 가면의 무덤                        | 네모토 토시조   | 이가라시 타쿠야                                               | 사토 이쿠로                                     | 이토 요시유키 오오누키 켄이치 히라노 쇼 키타무라 유카 호소카와 슈헤이 아오키 카나 야마다 신야 | 요코야 켄타      | 3월 28일        |
| 제13막 | コード・イヴ 코드 이브                        | 네모토 토시조   | 호리 모토노부 니시모리 아키라 오오츠키 마사유키 무라키 야스시 | 호리 모토노부                                   | 이토 요시유키 호소카와 슈헤이 야마다 신야 이나도메 카즈미 히라노 쇼 카나쿠보 노리에 아오키 카나 타카노 케이코 코다 토모키 아오이 레이 칸노 히로키 사이토 츠네노리 오오누키 켄이치 우에노 치요코 카와모토 토시히로 | 나가노 노부아키  | 4월 4일         |